# Vorsorgevollmacht
Mit einer Vorsorgevollmacht bevollmächtigt nach deutschem Recht eine Person eine andere Person, im Falle einer Notsituation alle oder bestimmte Aufgaben für den Vollmachtgeber zu erledigen. Mit der Vorsorgevollmacht wird der Bevollmächtigte zum Vertreter im Willen, d. h., er entscheidet an Stelle des Vollmachtgebers. Deshalb setzt eine Vorsorgevollmacht unbedingtes und uneingeschränktes persönliches Vertrauen zum Bevollmächtigten voraus. Für Deutschland findet sich die Rechtsgrundlage für das Handeln des Bevollmächtigten in § 164 ff. BGB, für das Verhältnis zwischen Vollmachtgeber und Bevollmächtigtem (sogenannter Auftrag) in § 662 ff. BGB. Der Bundesgerichtshof entschied, dass es zur Ausstellung einer Vorsorgevollmacht ausreichend ist, dass der Vollmachtgeber partiell geschäftsfähig ist, also noch erfassen kann, welche Auswirkungen das Ausstellen einer Vollmacht hat.
In Österreich wurde die Vorsorgevollmacht mit dem Sachwalterrechts-Änderungsgesetz 2006 im ABGB §§ 284 f-h gesetzlich verankert. Dieses trat mit 1. Juli 2007 in Kraft und entspricht im Wesentlichen den Regeln des Rechts der Bundesrepublik Deutschland.

## Ersatz für rechtliche Betreuung
Eine rechtliche Betreuung kann durch eine Vorsorgevollmacht i. d. R. vermieden werden. In einer solchen Erklärung gibt die vollmachterteilende Person für den Fall einer später eintretenden Geschäfts- und/oder Einwilligungsunfähigkeit (z. B. durch krankheitsbedingten Abbau von geistigen Fähigkeiten) einem anderen die Vollmacht, im Namen der vollmachterteilenden Person zu handeln. Die Vorsorgevollmacht hat einen anderen Regelungsgehalt als die Patientenverfügung, in der nicht verfügt wird, wer handeln soll, sondern der Verfügende selbst regelt, was etwa im Fall unheilbarer Krankheit geschehen soll. Allerdings können Teile beider Erklärungen in einem Dokument zusammengefasst werden. Die Vollmachten bedürfen keiner notariellen Beurkundung (§ 167 Abs. 2 BGB), wobei diese aus Sicherheitsgründen dennoch empfohlen wird. Eine öffentliche Beglaubigung der Unterschrift wird z. B. für eine Immobilienübertragung benötigt (§ 29 Grundbuchordnung). Bevollmächtigte müssen nur nachweisen, dass sie bevollmächtigt sind (§ 167 Abs. 2 BGB). Öffentliche Unterschriftsbeglaubigungen nehmen u. a. die Betreuungsbehörden in Deutschland vor. Sie dürfen dafür 10 Euro Gebühr erheben (§ 6 Abs. 2, Abs. 4 und Abs. 5 Betreuungsbehördengesetz (BtBG)). In Hessen beglaubigen auch die Ortsgerichte. Bundesweit kann eine Unterschrift auch beim Notar beglaubigt werden. Hierfür fallen Gebühren zwischen 20 und 70 Euro an. Grundsätzlich können nur geschäftsfähige und volljährige Personen als Bevollmächtigte bestimmt werden.

## Rechtliche Beratung
Die rechtliche Beratung über Vorsorgevollmachten und die Fertigung von individuell zugeschnittenen Entwürfen für Vorsorgevollmachten gehören zum Aufgabenbereich der Rechtsanwälte und Notare. Dies ist in der Praxis häufig mit der Beratung über Rechtsnachfolge und Verfügungen von Todes wegen verbunden. Notare und Rechtsanwälte erstellen rechtssichere individuelle Vollmachtsurkunden und beraten über die Tragweite und Risiken einer Vollmachtserteilung. Sie stimmen die Vorsorgeurkunden mit anderen wichtigen, teils notariellen Verfügungen, insbesondere von Todes wegen (Testament, Erbvertrag), ab. Da der Rechtsanwalt keine hoheitlichen Befugnisse wie ein Notar hat, kann er aber die Identität des Vollmachtgebers nicht amtlich feststellen; eine öffentliche Vollmachtsurkunde kann nur der Notar errichten. Eine solche öffentliche Vollmachtsurkunde ist jedoch keine Voraussetzung für die Wirksamkeit einer Vorsorgevollmacht.
Anerkannte Betreuungsvereine dürfen seit dem 1. Juli 2005 Personen beraten, die eine Vorsorgevollmacht errichten wollen (§ 1908f Abs. 4 BGB, seit 1. Januar 2023 § 15 Abs. 3 Betreuungsorganisationsgesetz). Meist bieten diese umfangreiche Beratungen an, die aufgrund der Erfahrungen aus den berufsmäßig geführten Betreuungen deutlich praxisorientiert sind. Zuvor war die Beratung nur durch Notare und Rechtsanwälte möglich, was weiterhin möglich ist.
Die Beratung und Unterstützung einzelner Personen zu allgemeinen Fragen über vorsorgende Verfügungen (Vollmachten und Betreuungsverfügungen) fällt ebenso in den Beratungsbereich der Betreuungsbehörden. (§ 4 Abs. 1 BtBG). Der Betreuungsbehörde ist darüber hinaus die Beglaubigung von Unterschriften und Handzeichen unter Vorsorgevollmachten und Betreuungsverfügungen übertragen. (§ 6 Abs. 2 bis 6 BtBG)
Es gibt vorgefertigte Formulare, beispielsweise vom Bundesministerium der Justiz, die man nur noch ankreuzen oder unterschreiben muss. Hierdurch werden allerdings individuelle Fragestellungen u. U. nicht berücksichtigt.

## Kontrollbetreuer
Bei Gefahr des Missbrauchs der Vollmacht kann das Betreuungsgericht einen Kontrollbetreuer bestellen, soweit es überhaupt Kenntnis von dem Missbrauch erlangt (§ 1820 Abs. 3 BGB). In die Vorsorgevollmacht kann bereits ein Kontrollbevollmächtigter aufgenommen werden, der jedoch nur die vom Verfügenden bereitgestellten Rechte besitzt, also Auskunft und Vermögensherausgabe.
In der Praxis bezieht sich die Bestellung meist auf folgende Sachverhalte:
- ärztliche und pflegerische Maßnahmen
- Bestimmung des Aufenthaltsorts (Übersiedlung in ein Alters- oder Pflegeheim, Krankenhausaufenthalt)
- Vermögensangelegenheiten (Haushaltsauflösung, Bankgeschäfte)
- Behörden-, Renten-, Sozialhilfeangelegenheiten
- Entscheidung über unterbringungsähnliche Maßnahmen, wie Bettgitter, Stecktische, Fixierungen
- Entscheidung über Unterbringung (wie bei geschlossener Psychiatrie)

## Rechtscharakter
Eine Vorsorgevollmacht ist eine Willenserklärung, die einem anderen Menschen die rechtsgeschäftliche Vertretung erlaubt. Nach § 1814 Abs. 3 Satz 1 BGB ist die Bestellung eines rechtlichen Betreuers nicht erforderlich, wenn die Angelegenheiten des Betroffenen „durch einen Bevollmächtigten [..] gleichermaßen besorgt werden können“. Im gesundheitlichen und höchstpersönlichen Bereich gelten einige Vorschriften des Betreuungsrechts auch für den Vorsorgebevollmächtigten. So muss er eine freiheitsentziehende Unterbringung und weitere freiheitsentziehende Maßnahmen vom Gericht genehmigen lassen (auch stark beruhigende Medikamente gehören hierzu). Gleiches gilt für bestimmte ärztliche Behandlungen (zum Beispiel eine Operation). Hingegen wird der Bevollmächtigte in finanziellen Angelegenheiten nicht durch das Betreuungsgericht kontrolliert. Es kann sich daher empfehlen, selbst Kontrollmechanismen in die Vorsorgevollmacht aufzunehmen, zum Beispiel die Erteilung der Vollmacht in der Weise, dass immer nur zwei Bevollmächtigte von ihr Gebrauch machen können (Vier-Augen-Prinzip).

## Form
Eine rechtswirksame Vorsorgevollmacht setzt voraus, dass der Vollmachtgeber bei der Erteilung über seinen freien Willen verfügte, er also aus diesem Grunde geschäftsfähig war (§ 104 BGB). Ebenso kann eine Patientenverfügung nur bei Einwilligungsfähigkeit rechtswirksam eingerichtet werden (§ 1827 BGB). Der Bundesgerichtshof entschied, dass es zur Ausstellung einer Vorsorgevollmacht ausreichend ist, dass der Vollmachtgeber partiell geschäftsfähig ist, also noch erfassen kann, welche Auswirkungen das Ausstellen einer Vollmacht hat.
Vollmachten sind grundsätzlich formfrei zulässig, können also theoretisch mündlich erteilt werden. Schriftform wird allerdings im Rechtsverkehr allgemein erwartet.
Bei der Errichtung in der Form notarieller Beurkundung (§ 128 BGB) berät der Notar über die Rechtswirkungen und den Inhalt der Vorsorgevollmacht und nimmt eine amtliche Dokumentation der Identität des Vollmachtgebers vor. Notare sind zwar nicht zur Prüfung der Geschäftsfähigkeit verpflichtet, sollen aber nach § 11 Beurkundungsgesetz Zweifel an der Geschäftsfähigkeit in der Urkunde vermerken. Das kann in der Praxis bei einer notariellen Vorsorgevollmacht gegebenenfalls zu einem höheren Beweiswert dahingehend führen, dass der Vollmachtgeber geschäftsfähig war.
Hat das Betreuungsgericht Zweifel an der Rechtswirksamkeit der Vollmacht, kann es einen Betreuer einsetzen. Ein ärztliches Attest, in dem die Fähigkeit zur freien Willensbildung bescheinigt wird, kann in Zweifelsfällen die Glaubwürdigkeit der Vollmacht allenfalls leicht erhöhen, jedoch letztlich das Betreuungsgericht nicht dazu zwingen, von der Anordnung einer Betreuung abzusehen.
Sofern die Vollmacht auch zu Grundstücksgeschäften und gegenüber Banken tauglich sein soll, ist die notarielle Beurkundung empfohlen. Bei notariell beurkundeten Vorsorgevollmachten können vom Notar weitere Ausfertigungen (besondere Kopien der Urschrift, die das Original im Rechtsverkehr vertreten) erteilt werden.
Es gibt eine Rechtsprechung, nach der Vorsorgevollmachten von Banken zumindest bei notarieller Beurkundung grundsätzlich akzeptiert werden müssen.
Soll die Vorsorgevollmacht gleichzeitig zur Einwilligung in medizinische Maßnahmen berechtigen, mit deren Durchführung die begründete Gefahr besteht, dass der Vollmachtgeber auf Grund der Maßnahme stirbt oder einen schweren und länger dauernden gesundheitlichen Schaden erleidet, muss die Vollmacht mindestens schriftlich abgefasst sein und die betreffenden Maßnahmen ausdrücklich nennen (§ 1829 Abs. 5 BGB). Gleiches gilt, wenn der Bevollmächtigte berechtigt sein soll, eine freiheitsentziehende Unterbringung des Vollmachtgebers zu veranlassen (§ 1831 Abs. 5 BGB) oder ihn vor Gericht zu vertreten (§ 51) Abs. 3 ZPO.
Zur besseren Akzeptanz im Rechtsverkehr dürfen seit 1. Juli 2005 die kommunalen Betreuungsbehörden Unterschriften und Handzeichen unter Vorsorgevollmachten (und Betreuungsverfügungen) öffentlich beglaubigen (§ 6 Betreuungsbehördengesetz). Die rechtliche Einordnung einer solchen Unterschriftsbeglaubigung war früher umstritten. Nunmehr hat der Gesetzgeber durch das Gesetz zur Änderung des Zugewinnausgleichs- und Vormundschaftsrechts vom 6. Juli 2009 (BGBl. I S. 1696) klargestellt, dass die Beglaubigung durch den Urkundsbeamten der Betreuungsbehörde eine „öffentliche“ Beglaubigung ist (vgl. § 6 Abs. 2 BtBG in der Fassung ab 1. September 2009) und damit einer Beglaubigung durch den Notar gleichsteht. Die so beglaubigte Vollmacht kann deshalb auch bei Erklärungen zum Grundbuch (§ 29 Grundbuchordnung) oder bei Gerichtsverfahren, wenn dies von der Gegenseite verlangt wird (§ 80 Abs. 2 ZPO), verwandt werden.

## Inhalt
Die Vorsorgevollmacht kann sich auf alle rechtlich relevanten Handlungen beziehen, bei denen Stellvertretung zulässig ist. Dies ist nicht bei höchstpersönlichen Rechtsgeschäften wie der Eheschließung, dem Testament oder der Ausübung des Wahlrechtes der Fall. Sofern Fragen der medizinischen Behandlung, der freiheitsentziehenden Unterbringung oder der Vertretung in gerichtlichen Verfahren Inhalt der Vollmacht sein sollen, müssen sie ausdrücklich in der Vollmacht geregelt sein. Eine sog. Generalvollmacht umfasst diese Angelegenheiten nicht (vgl. § 1829 Abs. 2 BGB, § 1831 Abs. 5 BGB, § 51 Abs. 3 Zivilprozessordnung – ZPO).
Die Genehmigungsvorbehalte des Betreuungsgerichtes des BGB bei gefährlicher Heilbehandlung und Freiheitsentziehung (§ 1829, § 1831 BGB) für den Betreuer gelten auch für den Vorsorgebevollmächtigten. Die Entscheidung über eine geschlossene Unterbringung, die Entscheidung über die Durchführung unterbringungsähnlicher Maßnahmen wie das Festbinden am Bett, Anschnallen im Rollstuhl, Sedierung mit Medikamenten oder Einwilligungen in Behandlungen, die als gefährlich gelten, darf demnach nur mit vorheriger richterlicher Genehmigung geschehen.
Wenn mit dem Aufschub der unterbringungsähnlichen Maßnahme Gefahr verbunden ist – beispielsweise bei Stürzen aus dem Bett mit Gefahr des Oberschenkelhalsbruches eines Pflegeheimbewohners – kann der Bevollmächtigte eine vorläufige Entscheidung über die Anbringung der Bettgitter (unterbringungsähnliche Maßnahme) treffen und hat darüber hinaus zugleich unverzüglich eine gerichtliche Entscheidung zu beantragen, wenn die Maßnahme länger dauern soll (mehr als zwei Tage) oder regelmäßig (beispielsweise immer nachts) erfolgen muss.
Erfahrungen der Praxis legen nahe, Vorsorgevollmachten, die sich auf Vermögensgeschäfte beziehen, öffentlich beglaubigen zu lassen, weil Vermietungsunternehmen und insbesondere Banken sich oft nicht mit privatschriftlichen Urkunden zufriedengeben.
Manchmal erkennen Banken notarielle Vorsorgevollmachten nicht problemlos an. Sie verlangen – rechtswidrig – die Erteilung einer Kontovollmacht auf bankeigenen Formularen einschließlich einer Unterschriftenprüfung durch die Bank. Das vom Bundesjustizministerium entwickelte Vordruckmuster einer Kontovollmacht soll künftig allgemein akzeptiert werden. Für zahlreiche Transaktionen bei Unternehmen und Verbraucherkreditverträgen ist immer eine öffentlich (das heißt notariell) beurkundete Vollmacht notwendig.

## Mehrere Bevollmächtigte ernennen
In einer Vorsorgevollmacht kann man mehrere Personen als Bevollmächtigte ernennen: Entweder mit mehreren Einzelvollmachten, einer Doppelvollmacht oder einer Ersatzvollmacht. Während eine Ersatzvollmacht zusätzliche Sicherheit durch einen Ersatzbevollmächtigten bietet, bestimmt eine Doppelvollmacht zwei Bevollmächtigte, die sich gegenseitig kontrollieren können. Einzelvollmachten bieten sich dagegen an, um verschiedene Bevollmächtigte für verschiedene Bereiche zu bestimmen – um Verwirrung und Unstimmigkeiten zwischen den Bevollmächtigten zu vermeiden, sollten diese Vertretungsbereiche klar voneinander abgegrenzt werden.

## Widerruf und Kündigung
Die Vorsorgevollmacht kann in der Bundesrepublik Deutschland jederzeit ohne Einhaltung einer Form widerrufen werden (§ 168, § 671 BGB). Nach Eintritt der Geschäftsunfähigkeit des Vollmachtgebers kann jedoch der Bevollmächtigte nicht mehr ohne weiteres kündigen (§ 671 Abs. 2 BGB). Er muss sich stattdessen an das Betreuungsgericht wenden, damit dieses einen Betreuer bestellt, dem gegenüber die Kündigung der Vollmacht erklärt wird. Auch ein in einem solchen Falle bestellter Betreuer kann seinerseits die Vollmacht widerrufen, wenn der Vollmachtnehmer die Vollmachtstätigkeit nicht mehr leisten kann oder will. Diese Berechtigung muss sich nach neuerer Rechtsprechung des BGH direkt aus der Formulierung des Betreueraufgabenkreises ergeben.
In Österreich ist die Kündigung einer Vorsorgevollmacht durch den Bevollmächtigten nach Eintritt der Geschäftsunfähigkeit des Vollmachtgebers ausdrücklich gestattet, allerdings ohne entsprechende Regelung, in welcher Form dies zu erfolgen hat.

## Unterschied zur Patientenverfügung und Betreuungsverfügung
Von der Vorsorgevollmacht zu unterscheiden ist die Patientenverfügung, bei der der Verfügende im Voraus Anweisungen erteilt, wie er nach seinem Willen als Patient ärztlich behandelt werden möchte, wenn er nicht mehr in der Lage ist, selber darüber zu entscheiden. Arzt und Bevollmächtigter oder Betreuer müssen nach den Vorgaben der Patientenverfügung handeln. Die Bindung des Bevollmächtigten oder Betreuers an die Patientenverfügung ergibt sich aus § 1827 BGB, die des Arztes seit 2013 aus § 630d BGB.
Die Abgrenzung von Vorsorgevollmacht und Betreuungsverfügung liegt vor allem darin, dass die Vorsorgevollmacht auf grenzenloses und unkontrolliertes Vertrauen setzt, während die Betreuungsverfügung erst dann Wirkung entfaltet, wenn das Gericht es entsprechend der gesundheitlichen Situation des Verfügenden für erforderlich hält, dass die Handlungsbefugnis dem vom Verfügenden Vorgeschlagenen übertragen wird und diese Befugnis dann unter gerichtlicher Kontrolle steht. Der Vorgeschlagene wird dann vom Gericht zum Betreuer ernannt. Das heißt, das Betreuungsgericht wacht über die Einhaltung der Verfügung und z. B. über jeden Ein- und Ausgang auf den Konten des Verfügenden, falls der Vorgeschlagene nicht zum Personenkreis der sogenannten befreiten Betreuer gehört. Dieser befreite Personenkreis ist in der Regel nämlich nur dem Verfügenden oder dessen Erben rechnungspflichtig.
Eine Patientenverfügung enthält Weisungen an den Vorsorgebevollmächtigten bzw. Betreuer, wie bestimmte gesundheitliche Fragen entschieden werden sollen. Im Verhältnis zur Betreuungsverfügung ist die Patientenverfügung mit ihr teilweise deckungsgleich. Eine Vorsorgevollmacht kann die Patientenverfügung nicht ersetzen. Bundesnotarkammer und Bundesärztekammer haben empfohlen, eine Patientenverfügung immer mit einer Vorsorgevollmacht zu kombinieren, weil die gewählte Vertrauensperson als Bevollmächtigter im Fall der Fälle den Patientenwillen gegenüber dem Arzt artikulieren und gegebenenfalls durchsetzen kann.
Ein möglicher Nachteil der Betreuungsverfügung kann darin bestehen, dass der Betreuer bezahlt wird. Es gibt gesetzliche Regelungen zur Bezahlung des Betreuers. Ein Berufsbetreuer mit Hochschul- oder Fachhochschulausbildung erhält z. B. derzeit 44,– €/Std. im Rahmen einer seit dem 1. Juli 2005 geregelten Vergütungspauschalierung. Der ehrenamtliche Betreuer (Freund, Familienangehörige, sonstige Dritte) erhält eine Aufwandspauschale von 425 €/Jahr (seit 1. Januar 2023). Diese ist bis zu 2400 Euro jährlich steuerfrei.
Eine andere Sache ist, wer den Betreuer bezahlt. Dies richtet sich nach den Maßstäben des Sozialhilferechtes. Ist der Verfügende mittellos, muss die Justizkasse den Betreuer bezahlen. Ist der Verfügende vermögend, muss er selbst den Betreuer bezahlen. Bei der Vorsorgevollmacht kommt demgegenüber eine Zahlung aus der Staatskasse nie in Betracht.
Auch die Vorsorgevollmacht sollte daher eine Regelung über die Vergütung und Auslagen des Bevollmächtigten enthalten, muss sie aber nicht. Bei der Vorsorgevollmacht kann der Vollmachtgeber gegebenenfalls dem Bevollmächtigten für Barauslagen erstattungspflichtig sein und dann auch für Zeitaufwand (Vergütung), wenn die Übernahme der Vollmacht entgeltlich als Geschäftsbesorgungsvertrag vereinbart wurde.

## Vorteile
Ein Vorteil der Vorsorgevollmacht besteht darin, dass der Bevollmächtigte, der Kenntnis von der Vollmacht hat, sofort nach Kenntnis von der Notsituation handeln kann und nicht erst wie bei der Betreuung eine gerichtliche Bestellung erfolgen muss. Der Bevollmächtigte unterliegt auch nicht der Kontrolle des Betreuungsgerichtes bei der Vermögensverwaltung wie ein gerichtlich bestellter Betreuer.
Der Bevollmächtigte kann je nach Formulierung der Vorsorgevollmacht in vollem Umfang über das Vermögen des Vollmachtgebers verfügen und braucht Außenstehenden keine Rechenschaft abzulegen. So ist es dem durch Rechtsgeschäft Bevollmächtigten im Gegensatz zu einem rechtlichen Betreuer möglich, Vermögen im Rahmen der vorweggenommenen Erbfolge an zukünftige Erben zu übertragen und so optimal Steuerfreibeträge innerhalb der Zehnjahresfrist bei Schenkungen/Erbe auszunutzen. Gegenüber dem Vollmachtgeber besteht eine Auskunftspflicht und nach dem Ende der Tätigkeit eine Herausgabepflicht.
Der Vorteil der Vorsorgevollmacht gegenüber der Betreuung ist auch darin zu sehen, dass mit der Vollmachtserteilung das Grundrecht auf Selbstbestimmung zum Ausdruck gebracht wird. In einer Betreuungsverfügung wird lediglich dem Gericht mitgeteilt, wer als Betreuer gewünscht wird. Die Betreuungsverfügung ist also nicht zwingend verbindlich.
Ein weiterer Vorteil kann die bessere gesellschaftliche Akzeptanz gegenüber einer Betreuung sein. Je nach Situation ist eine Vorsorgevollmacht auch aus Gründen des Selbstwertgefühls einer Betreuung vorzuziehen.
Auch ist der Vorteil der Vorsorge gegenüber der Betreuung ohne vorsorgliche Verfügung, dass sie individuell auf die persönliche Situation zugeschnitten werden kann. Ein weiterer Vorteil ist darin zu sehen, dass sie jederzeit wieder zurückgezogen werden kann, solange man dazu noch selbst in der Lage ist (Geschäftsfähigkeit).

## Nachteile
Die fehlende Kontrolle kann ein Nachteil der Vorsorgevollmacht sein, wenn beispielsweise der bevollmächtigte Familienangehörige aufgrund einer neuen Situation, wie einer neuen Partnerschaft, andere Interessen verfolgt, als für den Vollmachtgeber vorhersehbar war. Dann kann das Betreuungsgericht unter Umständen trotz Vorsorgevollmacht sogar einen Betreuer bestellen, wenn der Bevollmächtigte ungeeignet ist, die Angelegenheiten des Betroffenen zu besorgen, insbesondere weil zu befürchten ist, dass die Wahrnehmung der Interessen des Betroffenen durch jenen eine konkrete Gefahr für das Wohl des Betroffenen begründet. Daher sollte vom Betroffenen ggf. ein Kontrollbevollmächtigter benannt werden, wenn kein uneingeschränktes Vertrauen zur Person des Bevollmächtigten besteht.
Auch hat die Vorsorgevollmacht weniger Akzeptanz im Rechtsverkehr als ein vom Gericht bestellter Betreuer. Allerdings müssen Vorsorgevollmachten auch von Banken akzeptiert werden. Die frühere Praxis, dass Banken zusätzlich noch eigene Kontovollmachten verlangen, ist heute nicht mehr rechtmäßig. Eine Bank darf jedenfalls dann, wenn die Vorsorgevollmacht notariell beurkundet worden ist, keine speziellen Bankvollmachten verlangen.
Meist wird eine Vorsorgevollmacht in der Befürchtung getroffen, ein fremder Dritter könnte als Betreuer bestellt werden. Dies ist aber nicht gängige Praxis, da das Betreuungsgericht gesetzlich verpflichtet ist, bei der Betreuerauswahl den Ehegatten und die Verwandten ersten Grades vorrangig zu berücksichtigen (§ 1897 Abs. 5 BGB).
Eine Vorsorgevollmacht schützt den Betroffenen nicht, wenn dieser im Zustand der Geschäftsunfähigkeit Geschäfte zu seinen Ungunsten abschließt. Dann muss die Geschäftsunfähigkeit nachgewiesen werden. Das entfällt nur dann, wenn eine Betreuung mit Einwilligungsvorbehalt eingerichtet wird.

## Vorsorgevollmacht und Kontrollbetreuung
Wer Kenntnis erlangt über die Einleitung eines Verfahrens über die Bestellung eines Betreuers und ein Dokument besitzt, wonach der zu Betreuende eine andere Person in der Sache bevollmächtigt hat, hat dies dem Betreuungsgericht mitzuteilen (§ 1820 BGB). Durch das Vorliegen einer Vorsorgevollmacht ist die Einrichtung einer Betreuung gegebenenfalls entbehrlich (§ 1814 Abs. 3 BGB). In einer Betreuungsverfügung können zudem durch das Gericht verbindlich zu berücksichtigende Wünsche zur Betreuerauswahl enthalten sein (§ 1816 Abs. 2 BGB).

## Zentrales Vorsorgeregister der Bundesnotarkammer (BNotK)
Die Bundesnotarkammer führt seit 2004 das Zentrale Vorsorgeregister, in das Vorsorgevollmachten und Betreuungsverfügungen, auch in Verbindung mit Patientenverfügungen, eingetragen werden können, um den Betreuungsgerichten bei Bedarf die Suche nach einem Bevollmächtigten zu erleichtern bzw. ein Verfahren zur Bestellung eines Betreuers durch das Betreuungsgericht zu vermeiden. Ende des Jahres 2015 waren dort bereits 3 Mio. Vorsorgeurkunden registriert. Das Register wird mehr als 20.000 mal monatlich von der betreuungsgerichtlichen Praxis abgefragt.
Das gesetzliche Betreuungsverfahren ist subsidiär, das bedeutet, ein Betreuer soll nur bestellt werden, wenn dazu Bedarf besteht; bei Vorliegen einer wirksamen Vorsorgevollmacht besteht dieser Bedarf in der Regel nicht.
Das Zentrale Vorsorgeregister wurde von der Bundesnotarkammer in Eigenregie aufgebaut und war nur für die Eintragung von notariell beurkundeten Vorsorgevollmachten offen. Seit 1. März 2005 können infolge einer Rechtsänderung und Schaffung einer Vorsorgeregister-Verordnung auch privatschriftliche Vorsorgevollmachten registriert werden. Seit 1. September 2009 können auch Betreuungsverfügungen gemeldet werden. Die Registrierung ist einmalig gebührenpflichtig (je nach Zahlungsweise 20,50 bis 26,00 €). Auskunft aus dem Register erhalten nur das Betreuungsgericht und das Landgericht als Beschwerdegericht. Mit der Registrierung wird eine ZVR-CARD erteilt, mit der auf die Vorsorgeurkunde und die Vertrauenspersonen hingewiesen wird. Die Bundesnotarkammer bietet eine kostenlose Service-Hotline an (unter Telefon 0800-3550500: 7:00 Uhr bis 17:00 Uhr, freitags bis 13:00 Uhr).
Auch eine Reihe privater Dienste und Verbände bieten die Registrierung von Vorsorgevollmachten und Patientenverfügungen/Betreuungsverfügungen gegen Entgelt an. Während das Zentrale Vorsorgeregister mit ziemlicher Sicherheit im Bedarfsfall vom Gericht abgefragt wird, ist dies bei privaten Anbietern unwahrscheinlich. Betreuungsbehörden, Ärzte und Krankenhäuser bekommen jedoch derzeit keine Auskunft aus dem Zentralen Vorsorgeregister, während private Register in der Regel die Abfragemöglichkeit für alle bieten. Es ist aber wiederum nicht sicher, dass solche Dokumente aufgefunden werden. Außerdem muss ein Arzt im Zweifel ohnehin das Betreuungsgericht einschalten.
Betreuungsverfügungen (keine Vorsorgevollmachten) können in einigen Bundesländern (derzeit Bremen, Hessen, Niedersachsen, Saarland, Sachsen-Anhalt, Thüringen) bei den Betreuungsgerichten hinterlegt werden. In Bayern und Sachsen wurde die Hinterlegungsmöglichkeit abgeschafft und stattdessen die Registrierung der Urkunde im Zentralen Vorsorgeregister der Bundesnotarkammer empfohlen.
Die Vorsorgeurkunde wird bei der Bundesnotarkammer nicht hinterlegt. Diese sollte im Besitz der Vertrauensperson sein, um sich gegenüber Ärzten, Behörden oder Banken ausweisen zu können. Auch ersetzt die Registrierung nicht die Erteilung der Vollmacht selbst.

## Vorsorgevollmacht in Österreich
In der Republik Österreich ist mit Inkrafttreten des Sachwalterrechts-Änderungsgesetzes am 1. Juli 2007 die Vorsorgevollmacht als vorrangiges Rechtsinstitut gegenüber einer Sachwalterschaft gesetzlich festgeschrieben. Die Regelungen finden sich nach weiterer Gesetzesänderung mit Geltung seit dem 1. Juli 2018 in § 260, § 261, § 262 und § 263 ABGB.
Seit dem 1. Juli 2018 gilt das Erwachsenenschutzgesetz, in dem die Vertretung von volljährigen Personen geregelt ist. Grundsätzlich gibt es gemäß dem Erwachsenenschutzgesetz als vier Säulen der Vertretung von unterstützungsbedürftigen volljährigen Personen die bisher bewährte Vorsorgevollmacht, zusätzlich die neu eingeführte gewählte Erwachsenenvertretung, die gesetzliche Erwachsenenvertretung (bisher Vertretungsbefugnis nächster Angehöriger) und die gerichtliche Erwachsenenvertretung (bisher Sachwalterschaft). Mit der Vorsorgevollmacht soll die Beibehaltung der Autonomie des Vertretenen erreicht werden und kann eine Vertretung unabhängig vom Staat bzw. von einem Verfahren zur Erwachsenenvertretung erfolgen. Damit ist grundsätzlich ein höchstes Maß an Selbstbestimmung umgesetzt, keine gewählte, gesetzliche oder gerichtliche Erwachsenenvertretung notwendig und die staatliche Einflussnahme auf ein Minimum reduziert. Die gerichtliche Kontrolle bzw. Einflussnahme betrifft im Wesentlichen nur die Genehmigung von medizinischen Behandlungen bei Dissens zwischen Vertreter und Vertretenem und dauerhafte Wohnortveränderung ins Ausland, womit bei einer rechtsgültigen Vorsorgevollmacht die rechtliche Betreuung „innerfamiliär“ gelöst werden kann.
Mit der Vorsorgevollmacht kann insbesondere eine Vorgabe gegeben werden, welche Personen oder Erwachsenenschutzvereine Erwachsenenvertreter sein sollen oder auch solche ausgeschlossen werden. Das Gericht ist jedoch an diese Vorgabe (Wunsch) des Betroffenen nicht gebunden. Der Vorsorgefall tritt ein, wenn der Vollmachtgeber die zur Besorgung der anvertrauten Angelegenheiten erforderliche Entscheidungsfähigkeit verliert, wobei Altersgrenzen für den Eintritt des Vorsorgefalls keine Rolle spielen. Einschränkungen der Äußerungsfähigkeit an sich sollen nicht den Eintritt des Vorsorgefalles bewirken.
Mit dem Erwachsenenschutzgesetz wurde es verpflichtend, dass die Vorsorgevollmacht, nach der Belehrung über die Rechtsfolgen, höchstpersönlich und schriftlich vor einem Notar, Rechtsanwalt oder Erwachsenenschutzverein errichtet wird (§ 262 Abs. 1 ABGB). Die Eintragung in das Österreichische Zentrale Vertretungsverzeichnis (ÖZVV) wurde verpflichtend (§ 245 Abs. 1 ABGB), damit die Vorsorgevollmacht überhaupt wirksam werden kann (bis 1. Juli 2018 nur fakultativ erforderlich). Erwachsenenschutzvereine sollen im Rahmen der persönlichen Beratung auch alternative Wege aufzeigen und somit im Rahmen der Abklärung auch andere Formen (bis zur Einschaltung des Pflegschaftsgerichts bzw. Anregung der gerichtlichen Erwachsenenvertretung) einleiten oder vorschlagen.
Im Zuge der Errichtung einer Vorsorgevollmacht sollte der Verfasser im Vorfeld die Partei danach befragen, ob bereits eine Vorsorgevollmacht oder Patientenverfügung errichtet wurde oder dies noch geplant ist. Steht von vornherein fest, dass beides gewünscht wird, so empfiehlt Entleitner, Vorsorgevollmacht und Patientenverfügung optimal aufeinander abgestimmt in einer Urkunde zu kombinieren, damit Widersprüchlichkeiten ausgeschlossen werden.